# Ken Norton

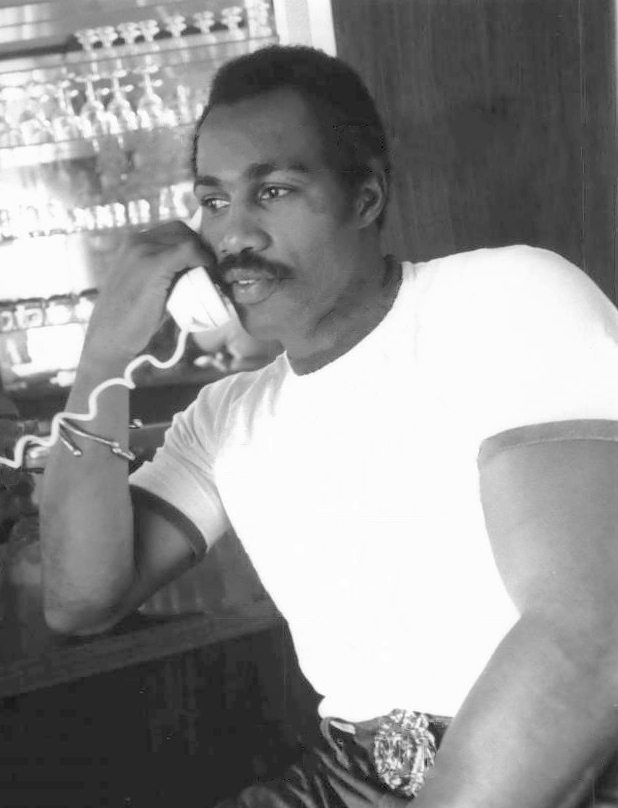
Ken Norton (1976)

Kenneth Howard Norton senior (ur. 9 sierpnia 1943 w Jacksonville, zm. 18 września 2013 w Henderson) – amerykański bokser zawodowy, który startował w latach 1967–1981 i był mistrzem świata wagi ciężkiej federacji WBC w 1978. Najbardziej znany był ze swoich walk z Muhammadem Alim, w których Norton wygrał pierwszą przez niejednogłośną decyzję, drugą przegrał przez niejednolitą decyzję, i przegrał finał przez kontrowersyjną jednogłośną decyzję. Norton walczył również z Larrym Holmesem w 1978, ledwo przegrywając przez niejednolitą decyzję.

## Życiorys
Z 50 stoczonych walk na zawodowym ringu Norton wygrał 42, w tym 33 przed czasem. Przegrywał siedem razy i raz zremisował. Wśród jego przeciwników znaleźć można także innych znanych Amerykanów: George'a Foremana, Jerry'ego Quarry, Earnie'go Shaversa i Jimmy'ego Younga.
Sławę zapewniła mu wygrana walka 31 marca 1973 z Muhammadem Alim. Wtedy w pojedynku o pas mistrzowski North American Boxing Federation w San Diego pokonał decyzją sędziów na punkty Alego (jednym z ciosów złamał mu nawet dolną szczękę), który poniósł wówczas dopiero drugą porażkę w karierze (wcześniej w 1971 przegrał z Joe Frazierem). Później obaj bokserzy walczyli jeszcze dwa razy i oba pojedynki wygrał Ali.
Ostatni występ na ringu Norton odnotował 5 listopada 1981. Wówczas w nowojorskiej Madison Square Garden został znokautowany przez Gerry’ego Cooneya. Wcześniej, w 1977, został na krótko mistrzem świata wagi ciężkiej WBC.
W czasie kariery bokserskiej Norton został również aktorem, grając m.in. w filmie Mandingo (1975). Wycofał się z boksu w 1981 i został wprowadzony do International Boxing Hall of Fame w 1992.
W 2000 opublikował swoją autobiografię Going the Distance.

## Statystyka[potrzebnyprzypis]
| Odbyte walki         | 50 |
| Wygrane              | 42 |
| Wygrane przez nokaut | 33 |
| Przegrane            | 7  |
| Remisy               | 1  |